# Copa dos Campeões de Voleibol Feminino de 1993
A Copa dos Campeões de Voleibol Feminino de 1993 foi a primeira edição deste evento, sob chancela da Federação Internacional de Voleibol (FIVB). Foi realizada no Japão, entre os dias 16 e 23 de novembro.
O título foi conquistado por Cuba, o seu primeiro na história, de maneira invicta após cinco rodadas disputadas..

## Equipes participantes
- Japão (país-sede)
- Peru
- Rússia
- Cuba
- China
- Estados Unidos

## Sistema de competição
A Copa dos Campeões feminina foi disputada no sistema de pontos corridos. As seis seleções se enfrentaram em grupo único. A equipe com a maior pontuação, ao final das cinco rodadas, foi declarada campeã.

## Resultados

### Primeira rodada
16 de Novembro
| Jogo           | Jogo | Jogo   | Parciais | Parciais | Parciais | Parciais | Parciais |
| Jogo           | Jogo | Jogo   | 1        | 2        | 3        | 4        | 5        |
| -------------- | ---- | ------ | -------- | -------- | -------- | -------- | -------- |
| Cuba           | 3-1  | Peru   | 13-15    | 15-4     | 15-7     | 15-8     | -        |
| China          | 3-2  | Rússia | 15-9     | 7-15     | 15-13    | 11-15    | 15-11    |
| Estados Unidos | 3-1  | Japão  | 17-15    | 13-15    | 15-8     | 15-13    | -        |

### Segunda rodada
17 de Novembro
| Jogo           | Jogo | Jogo  | Parciais | Parciais | Parciais | Parciais | Parciais |
| Jogo           | Jogo | Jogo  | 1        | 2        | 3        | 4        | 5        |
| -------------- | ---- | ----- | -------- | -------- | -------- | -------- | -------- |
| Cuba           | 3-0  | China | 15-3     | 15-13    | 15-7     | -        | -        |
| Estados Unidos | 3-2  | Peru  | 5-15     | 10-15    | 15-12    | 15-7     | 15-6     |
| Rússia         | 3-2  | Japão | 15-13    | 7-15     | 17-15    | 11-15    | 15-12    |

### Terceira rodada
19 de Novembro
| Jogo  | Jogo | Jogo           | Parciais | Parciais | Parciais | Parciais | Parciais |
| Jogo  | Jogo | Jogo           | 1        | 2        | 3        | 4        | 5        |
| ----- | ---- | -------------- | -------- | -------- | -------- | -------- | -------- |
| Cuba  | 3-1  | Rússia         | 13-15    | 15-4     | 15-7     | 15-6     | -        |
| China | 3-1  | Estados Unidos | 15-7     | 15-6     | 9-15     | 15-6     | -        |
| Japão | 3-1  | Peru           | 8-15     | 15-6     | 15-13    | 15-1     | -        |

### Quarta rodada
21 de Novembro
| Jogo   | Jogo | Jogo           | Parciais | Parciais | Parciais | Parciais | Parciais |
| Jogo   | Jogo | Jogo           | 1        | 2        | 3        | 4        | 5        |
| ------ | ---- | -------------- | -------- | -------- | -------- | -------- | -------- |
| Cuba   | 3-2  | Estados Unidos | 13-15    | 15-6     | 16-17    | 15-10    | 15-10    |
| Rússia | 3-2  | Peru           | 15-4     | 11-15    | 13-15    | 16-14    | 19-17    |
| China  | 3-1  | Japão          | 16-14    | 15-17    | 15-8     | 15-3     | -        |

### Última rodada
23 de Novembro
| Jogo   | Jogo | Jogo           | Parciais | Parciais | Parciais | Parciais | Parciais |
| Jogo   | Jogo | Jogo           | 1        | 2        | 3        | 4        | 5        |
| ------ | ---- | -------------- | -------- | -------- | -------- | -------- | -------- |
| Rússia | 3-1  | Estados Unidos | 11-15    | 15-12    | 15-4     | 15-3     | -        |
| China  | 3-0  | Peru           | 15-11    | 15-6     | 15-11    | -        | -        |
| Cuba   | 3-0  | Japão          | 15-9     | 15-11    | 15-8     | -        | -        |

## Classificação final
| Posição | Equipe         |
| ------- | -------------- |
|         | Cuba           |
|         | China          |
|         | Rússia         |
| 4       | Estados Unidos |
| 5       | Japão          |
| 6       | Peru           |